# Onías II

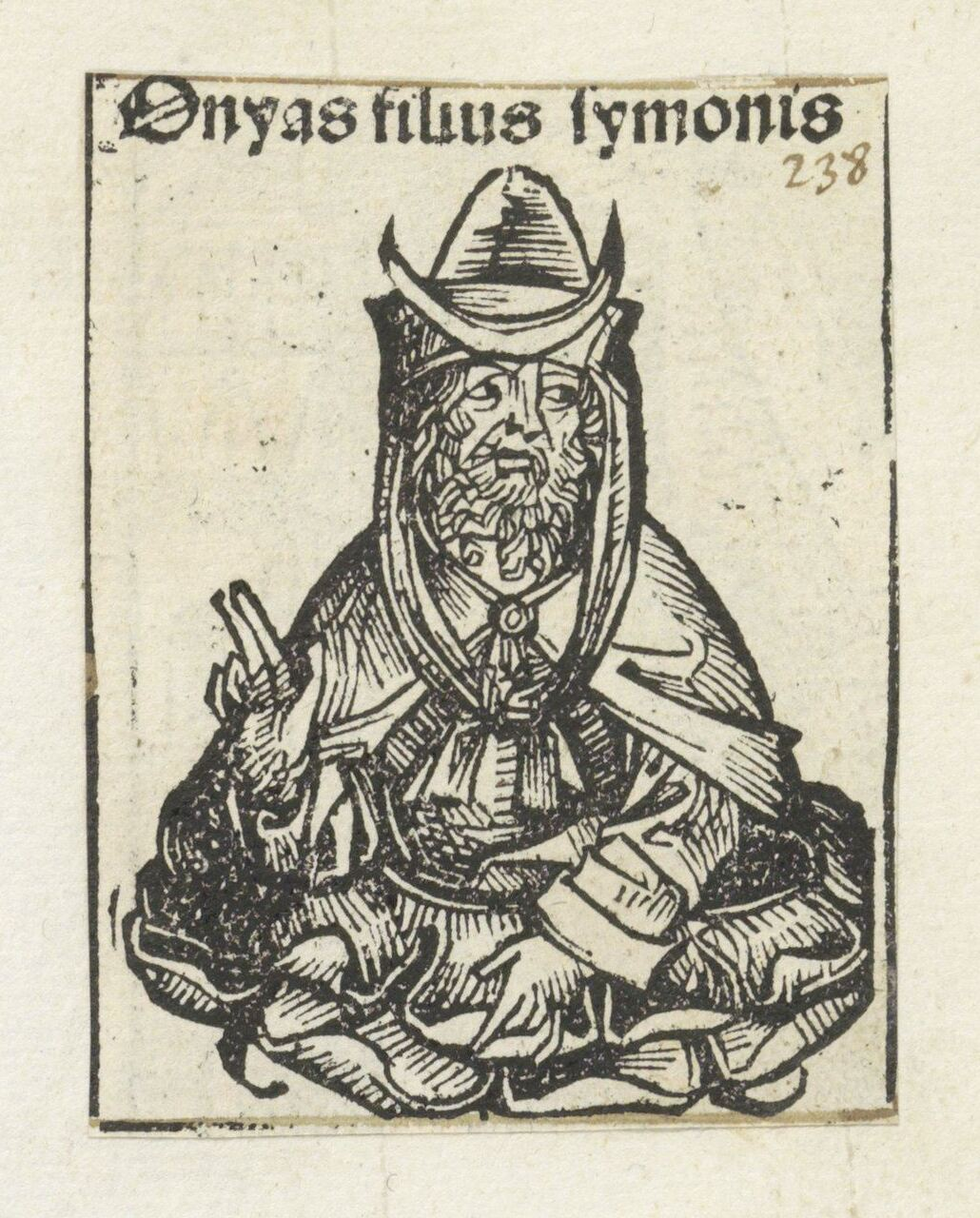
Ilustración de Onías II

Onías II (en hebreo: חוֹנִיּוֹ‎ Ḥōniyyō, Honio o Honiyya ben Shimon), Sumo Sacerdote de Jerusalén. Hijo del Sumo Sacerdote Simón I el Justo, alcanzó el cargo tras los pontificados de sus tíos Eleazar y Manasés. Durante su sumo sacerdocio, hacia el 200 a. C., Judea fue invadida por Antioco III Megas. Las condiciones por las que Antioco estableció su dominio sobre Judea fueron muy ventajosas. Sin embargo, en 193 a. C., la cedió de nuevo a Egipto tras el compromiso de Ptolomeo V con su hija Cleopatra I, para preparar su guerra contra Roma por la conquista de Grecia. Cuando Ptolomeo V intentó cobrar de nuevo el tributo que sus antepasados habían percibido de los sumos sacerdotes judíos, Onías II se negó. Al final, Ptolomeo V concedió el derecho a recaudar los tributos de toda la provincia de Celesiria-Fenicia, en la cual estaba incluida Judea, a José ben Tobías, sobrino del Sumo Sacerdote.
La Biblia no menciona a este personaje, pero sí el historiador judío Flavio Josefo. Fue sucedido en el cargo por su hijo Simón II.